# Lixia Zhang
Lixia Zhang (chinês simplificado: 张丽霞; Xanxim, 16 de junho de 1951) é professora Jonathan B. Postel de Ciência da Computação na Universidade da Califórnia em Los Angeles. Sua especialidade é em redes de computadores; ela ajudou a fundar a Internet Engineering Task Force, projetou o Protocolo de Reserva de Recursos, cunhou o termo "middlebox", e foi pioneira no desenvolvimento de redes de dados nomeadas.

## Biografia
Zhang nasceu em 16 de junho de 1951, em Xanxim, e cresceu no norte da China, onde trabalhava como tratorista em uma fazenda quando a Revolução Cultural fechou as escolas. Em 1981, ela obteve o título de mestre em engenharia elétrica na Universidade Estadual da Califórnia em Los Angeles, e completou seu doutorado no Instituto de Tecnologia de Massachusetts, em 1989, sob a supervisão de David Clark. Depois de trabalhar como pesquisadora na Xerox PARC, ela se mudou para a Universidade da Califórnia em Los Angeles em 1996.
Ela e o marido, Jim Ma, têm dois filhos. Eles residem em Sherman Oaks.

## Carreira e contribuições
Zhang foi um dos 21 participantes da reunião inicial da Internet Engineering Task Force (IETF), em 1986, a única mulher e única aluna do encontro. No IETF, seu trabalho inicial dizia respeito ao roteamento, embora sua tese de pesquisa fosse sobre a qualidade de serviço. Ela também foi membro do Internet Architecture Board, de 1994 a 1996 e novamente de 2005 a 2009.
Um protocolo que ela projetou para alterar as configurações em uma configuração de rede experimental tornou-se a base para o Protocolo de Reserva de Recursos. O artigo de Zhang sobre o protocolo, "RSVP: A New Resource ReSerVation Protocol" (com Steve Deering, Deborah Estrin, Scott Shenker e Daniel Zappala, IEEE Network de 1993) foi selecionado em 2002 como um dos dez artigos reimpressos com comentários mais marcantes da IEEE no 50.º aniversário da IEEE Communications Magazine.
Em 1999, Zhang cunhou o termo "middlebox" para se referir a um dispositivo de rede de computador que executa funções diferentes das de um roteador de protocolo de Internet comum. Exemplos de middleboxes incluem firewalls e network address translation. Seu termo foi amplamente adotado pela indústria.
Desde 2010, ela é a líder de um projeto de pesquisa multicampus relacionado a redes de dados nomeados.

## Prêmios e honras
Em 2006, Zhang tornou-se Fellow da Association for Computing Machinery e do Instituto de Engenheiros Eletricistas e Eletrônicos. Em 2009, ela ganhou o Prêmio Internet IEEE. Ela foi nomeada para o cargo de Professor Postel em 2012. Em 2014, sua imagem apareceu no quatro de ouros em um baralho de cartas com 54 mulheres notáveis em tecnologia.
Zhang é destaque nas cartas Mulheres Notáveis em Computação.